# Эль-Робле (Колумбия)
Эль-Робле (исп. El Roble) — город и муниципалитет на севере Колумбии, на территории департамента Сукре. Входит в состав субрегиона Ла-Сабана.

## История
Поселение, из которого позднее вырос город, было основано в 1800 году. Муниципалитет Эль-Робле был выделен в отдельную административную единицу в 1998 году.

## Географическое положение

Муниципалитет Эль-Робле

Город расположен в центральной части департамента, в пределах Прикарибской низменности, на расстоянии приблизительно 28 километров к юго-востоку от города Синселехо, административного центра департамента. Абсолютная высота — 91 метр над уровнем моря.
Муниципалитет Эль-Робле граничит на северо-западе с территорией муниципалитета Сампуэс, на севере — с муниципалитетами Коросаль и Синсе, на северо-востоке и востоке — с муниципалитетом Галерас, на юге — с муниципалитетом Сан-Бенито-Абад, на юго-западе — с территорией департамента Кордова. Площадь муниципалитета составляет 206,1 км².

## Население
По данным Национального административного департамента статистики Колумбии, совокупная численность населения города и муниципалитета в 2015 году составляла 10 550 человек.
Динамика численности населения муниципалитета по годам:
| 2005 | 2006 | 2007 | 2008 | 2009 | 2010 | 2011   | 2012   | 2013   | 2014   | 2015   |
| ---- | ---- | ---- | ---- | ---- | ---- | ------ | ------ | ------ | ------ | ------ |
| 9433 | 9518 | 9618 | 9734 | 9856 | 9965 | 10 079 | 10 200 | 10 312 | 10 432 | 10 550 |

Согласно данным переписи 2005 года мужчины составляли 53 % от населения Эль-Робле, женщины — соответственно 47 %. В расовом отношении белые и метисы составляли 89,6 % от населения города; негры, мулаты и райсальцы — 10,4 %.
Уровень грамотности среди всего населения составлял 69,2 %.

## Экономика
Основу экономики Эль-Робле составляет сельское хозяйство.

70,4 % от общего числа городских и муниципальных предприятий составляют предприятия торговой сферы, 14,8 % — промышленные предприятия, 11,1 % — предприятия сферы обслуживания, 3,7 % — предприятия иных отраслей экономики.